# Горениці
Горениці (пол. Gorenice) — село в Польщі, у гміні Олькуш Олькуського повіту Малопольського воєводства.
Населення — 1354 особи (2011).

## Демографія
Демографічна структура станом на 31 березня 2011 року:
|          | Загалом | Допрацездатний вік | Працездатний вік | Постпрацездатний вік |
| -------- | ------- | ------------------ | ---------------- | -------------------- |
| Чоловіки | 653     | 105                | 440              | 108                  |
| Жінки    | 701     | 113                | 408              | 180                  |
| Разом    | 1354    | 218                | 848              | 288                  |